# 奧韋爾亞尼夫卡
46°13′15″N 34°22′25″E / 46.22083°N 34.37361°E
奧韋爾亞尼夫卡（烏克蘭語：Овер'янівка）是位於烏克蘭南部的村莊，由赫爾松州海尼切斯克區的新特羅伊茨凱市鎮負責管轄。該村始建於1907年，面積40.7平方公里，海拔高度7米，2001年人口108，人口密度每平方公里2.7人。